# 斉藤正身

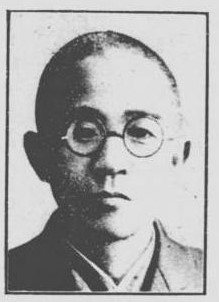
斉藤正身

斉藤 正身（齊藤、さいとう まさみ、1897年（明治30年）12月15日 - 1972年（昭和47年）6月6日）は、大正から昭和期の実業家、政治家。衆議院議員。斎藤と表記されることが多い。

## 経歴
宮崎県宮崎郡住吉村（現宮崎市）で、斉藤東作の四男として生まれる。1922年（大正11年）東亜同文書院商務科を卒業（第20期生）した。
東京中央金庫を経て天津隆和公司に入社。1927年（昭和2年）天津正栄洋行を設立した。その後、満州国の創立に尽力し、同国国務院総理秘書、満州日日新聞社顧問、大連日日新聞社顧問などを務めた。また1940年（昭和15年）財団法人宮崎県斉藤奨学会を設立し会長に就任した。
1942年（昭和17年）4月、第21回衆議院議員総選挙に翼賛政治体制協議会の推薦を受け宮崎県全県区から出馬して当選し、衆議院議員を1期務めた。この間、鈴木貫太郎内閣・厚生参与官、翼政会政調内閣委員などを務めた。戦後、無所属倶楽部に所属し、その後、公職追放となった。

## 親族
- 長兄 斉藤虎一（住吉村長、宮崎県会議員）[7]